# Crystallopollen angustifolium
 Crystallopollen angustifolium  Steez, 1864 è una di piante angiosperma dicotiledone della famiglia delle Asteraceae. È anche l'unica specie del genere Crystallopollen  Steez, 1864.

## Etimologia
Il nome scientifico della specie è stato definito per la prima volta dal botanico Joachim Steetz (1804-1862) nella pubblicazione " Naturwissenschaftliche Reise nach Mossambique: auf Befehl Seiner Majestät des Königs Friedrich Wilhelm IV, in den Jahren 1842 bis 1848 ausgeführt von Wilhelm C.H. Peters Berlin" (  Naturw. Reise Mossambique [Peters] 6(Bot., 2): 366) del 1864. Il nome scientifico del genere è stato definito per la prima volta nella stessa pubblicazione.

## Descrizione
Crystallopollen angustifolium è una erbacea annuale, snella o più o meno robusta, con una altezza massima di 0,3 - 1 metro. La ramificazione è soprattutto verso l'apice. La pubescenza è formata da peli semplici o a forma di "L". Gli organi interni di queste piante contengono lattoni sesquiterpenici.
Le foglie, sessili, lungo il caule normalmente sono a disposizione alternata. La forma della lamina è semplice ed lineare o strettamente ellittico-oblanceolata con apici da acuti a ottusi (mucronati). I bordi sono continui e revoluti. La superficie è glabrescente. Le venature in genere sono pennate. Le stipole sono assenti. Dimensione delle foglie: larghezza 0,6 cm; lunghezza 10 cm.
Le infiorescenze sono composte da capolini (da pochi a numerosi) raccolti in lasse formazioni tirsoidi-panicolate. I capolini, peduncolati e discoidi, sono formati da un involucro persistente a forma da urceolato-campanulata a emisferica composto da brattee (o squame) all'interno delle quali un ricettacolo fa da base ai fiori tubulosi. Le brattee (circa 80) sono disposte in circa 7 serie in modo embricato e scalato ed hanno delle forme ovato-oblunghe con apici mucronato-aristati; i bordi sono scariosi con apici anneriti; il colore è più o meno verde. Il ricettacolo, a forma piatta o più o meno conica, può essere privo o no di pagliette. Lunghezza dei peduncoli: 2 – 10 cm. Lunghezza dell'involucro: 12 cm.
I fiori (circa 30) sono tetra-ciclici (ossia sono presenti 4 verticilli: calice – corolla – androceo – gineceo) e pentameri (ogni verticillo ha 5 elementi). I fiori sono di tipo tubuloso (actinomorfi). In genere i fiori sono ermafroditi (bisessuali) e fertili.
- Formula fiorale:

*/x K {\displaystyle \infty }, [C (5), A (5)], G 2 (infero), achenio
- Calice: i sepali del calice sono ridotti ad una coroncina di squame.
- Corolla: la corolla dei fiori tubulosi ha un profondo tubo con 5 lobi finali glabri. I colori sono lavanda, blu o bianco. Lunghezza delle corolle: 7 – 11 mm.
- Androceo: gli stami sono 5 con filamenti liberi, glabri o papillosi e distinti. Le antere sono saldate in un manicotto (o tubo) circondante lo stilo ed hanno in genere hanno una forma sagittata (sono senza coda). Le appendici apicali delle antere non sono ghiandolose. Nell'endotecio sono presenti delle zone più spesse. Il polline normalmente è triporato e "lophato" (a creste e lacune) a forma sferica o schiacciata ai poli.
- Gineceo: lo stilo è filiforme con due stigmi. La base dello stilo ha dei nodi. Gli stigmi sono lunghi e divergenti; sono sottili, pelosi e con apice acuto; la superficie stigmatica è interna (vicino alla base). L'ovario è infero uniloculare formato da 2 carpelli. L'ovulo è unico e anatropo.

I frutti sono degli acheni con pappo. La forma dell'achenio in genere è obconica-turbinata con 5 - 8 - 10 coste e superficie setolosa per peli ispidi. Nell'achenio, privo di fitomelanina, sono presenti dei rafidi corti o allungati e idioblasti sparpagliati. Il pericarpo può essere di tipo parenchimatico, altrimenti è indurito (lignificato) radialmente.  Il carpoforo (o carpopodium - il ricettacolo alla base del gineceo) è anulare. I pappi, formati da una o più serie di setole verdastre, gialle o raramente bianche con squamelle, sono direttamente inseriti nel pericarpo o connati in un anello parenchimatico posto sulla parte apicale dell'achenio. Lunghezza degli acheni: 2,5 – 4 mm.

## Biologia
- Impollinazione: l'impollinazione avviene tramite insetti (impollinazione entomogama tramite farfalle diurne e notturne).
- Riproduzione: la fecondazione avviene fondamentalmente tramite l'impollinazione dei fiori (vedi sopra).
- Dispersione: i semi (gli acheni) cadendo a terra sono successivamente dispersi soprattutto da insetti tipo formiche (disseminazione mirmecoria). In questo tipo di piante può avvenire anche un altro tipo di dispersione: zoocoria. Infatti gli uncini (se presenti) delle brattee dell'involucro si agganciano ai peli degli animali di passaggio disperdendo così anche su lunghe distanze i semi della pianta.

## Distribuzione e habitat
La specie di questa voce si trova principalmente in Africa.

## Tassonomia
La famiglia di appartenenza di questa voce (Asteraceae o Compositae, nomen conservandum) probabilmente originaria del Sud America, è la più numerosa del mondo vegetale, comprende oltre 23.000 specie distribuite su 1.535 generi, oppure 22.750 specie e 1.530 generi secondo altre fonti (una delle checklist più aggiornata elenca fino a 1.679 generi). La famiglia attualmente (2021) è divisa in 16 sottofamiglie.

### Filogenesi
Le specie di questo gruppo appartengono alla sottotribù Centrapalinae H. Rob, descritta all'interno della tribù Vernonieae Cass. della sottofamiglia Vernonioideae Lindl.. Questa classificazione è stata ottenuta ultimamente con le analisi del DNA delle varie specie del gruppo. Dagli ultimi studi filogenetici sul DNA la tribù Vernonieae è risultata divisa in due grandi cladi: Muovo Mondo e Vecchio Mondo. Centrapalinae occupa una posizione centrale e appartiene al clade del Vecchio Mondo; in particolare è inclusa nel subclade africano più vicino alle specie tropicali americane.
La sottotribù, e quindi i suoi generi, si distingue per i seguenti caratteri:
- il portamento delle specie di questo gruppo è erbaceo perenne o subarbustivo;
- la pubescenza degli steli è fatta di peli semplici o irregolarmente da peli a forma di "T";
- le appendici delle antere talvolta hanno delle pareti cellulari ispessite;
- gli acheni possono avere fino a 10 coste;

In precedenza la tribù Vernonieae, e quindi la sottotribù di questo genere, era descritta all'interno della sottofamiglia Cichorioideae. Il genere di questa voce è stato anche descritto come appartenente alla sottotribù Erlangeinae H.Rob. (sempre nel gruppo delle Vernonieae).
I caratteri distintivi per questo genere sono i seguenti:
- l'habitus delle piante è annuale;
- i peli sono asimmetrici (a forma di "L" rovesciata);
- le antere sono prive di coda;
- Il numero cromosomico è 2n = 18.

Il numero cromosomico della specie Crystallopollen angustifolium è 2n = 18.

### Sinonimi
Sinonimi per la specie:
- Cacalia angustifolia Kuntze
- Cacalia chlorolepis  Kuntze
- Polydora angustifolia  (Steetz) H.Rob.
- Polydora poskeana  (Vatke & Hildebrandt) H.Rob.
- Polydora steetziana  (Oliv. & Hiern) H.Rob.
- Vernonia bractifimbriata  (Mendonça) G.V.Pope
- Vernonia elegantissima  Hutch. & Dalziel
- Vernonia erinacea  Wild
- Vernonia poskeana  Vatke & Hildebrandt
- Vernonia poskeana subsp. botswanica  G.V.Pope
- Vernonia poskeana subsp. bractifimbriata  Mendonça
- Vernonia poskeana subsp. samfyana  (G.V.Pope) G.V.Pope
- Vernonia pseudoposkeana  Muschl.
- Vernonia samfyana  G.V.Pope
- Vernonia steetziana  Oliv. & Hiern

Sinonimi per il genere:
- Polydora Fenzl ex H.Rob.